# خالدة سنية

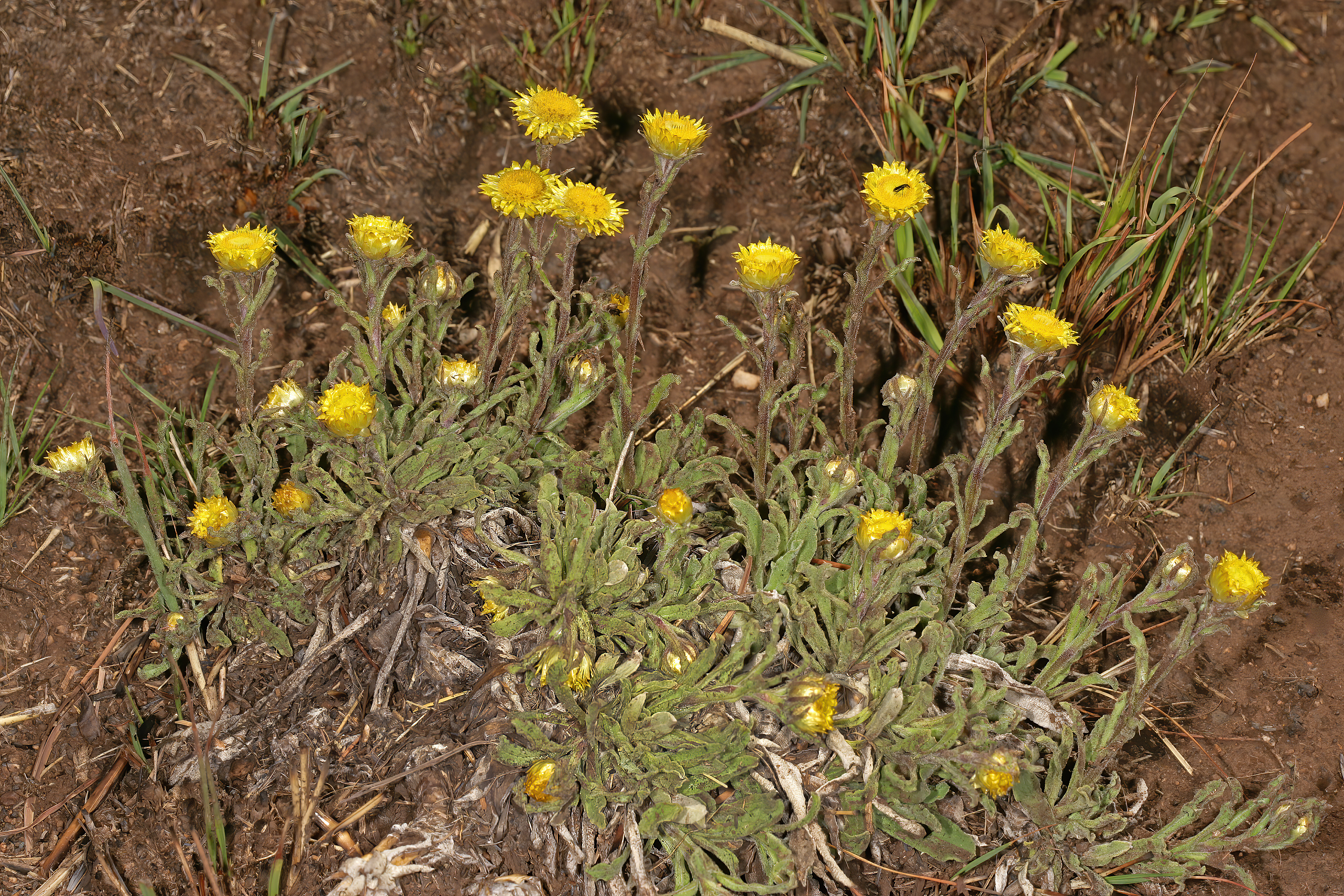

خالدة سنية نوعٌ من الخالدة، نبات عشبي معمر. ساقه منتصبة زباء البشرة، تعلو من ٥٠ إلى ١٠٠ سم. أوراقه عصفية الشكل منتصبة النصل تطول من ٤ إلى ٨ سم. أزهاره كبيرة القد جميلة الصفار المذهب العابق. ازهراره يستمر من حزيران إلى أيلول.\